# Tākūtar
Tākūtar (persiska: تاکوتر) är en ort i Iran.   Den ligger i provinsen Khuzestan, i den centrala delen av landet, 400 km söder om huvudstaden Teheran. Tākūtar ligger 879 meter över havet och antalet invånare är 433.
Terrängen runt Tākūtar är huvudsakligen kuperad, men österut är den bergig.Runt Tākūtar är det ganska tätbefolkat, med 56 invånare per kvadratkilometer. Närmaste större samhälle är Khong Ezhdehā, 14,0 km sydost om Tākūtar. Omgivningarna runt Tākūtar är i huvudsak ett öppet busklandskap.